# 貝恩施泰因湖

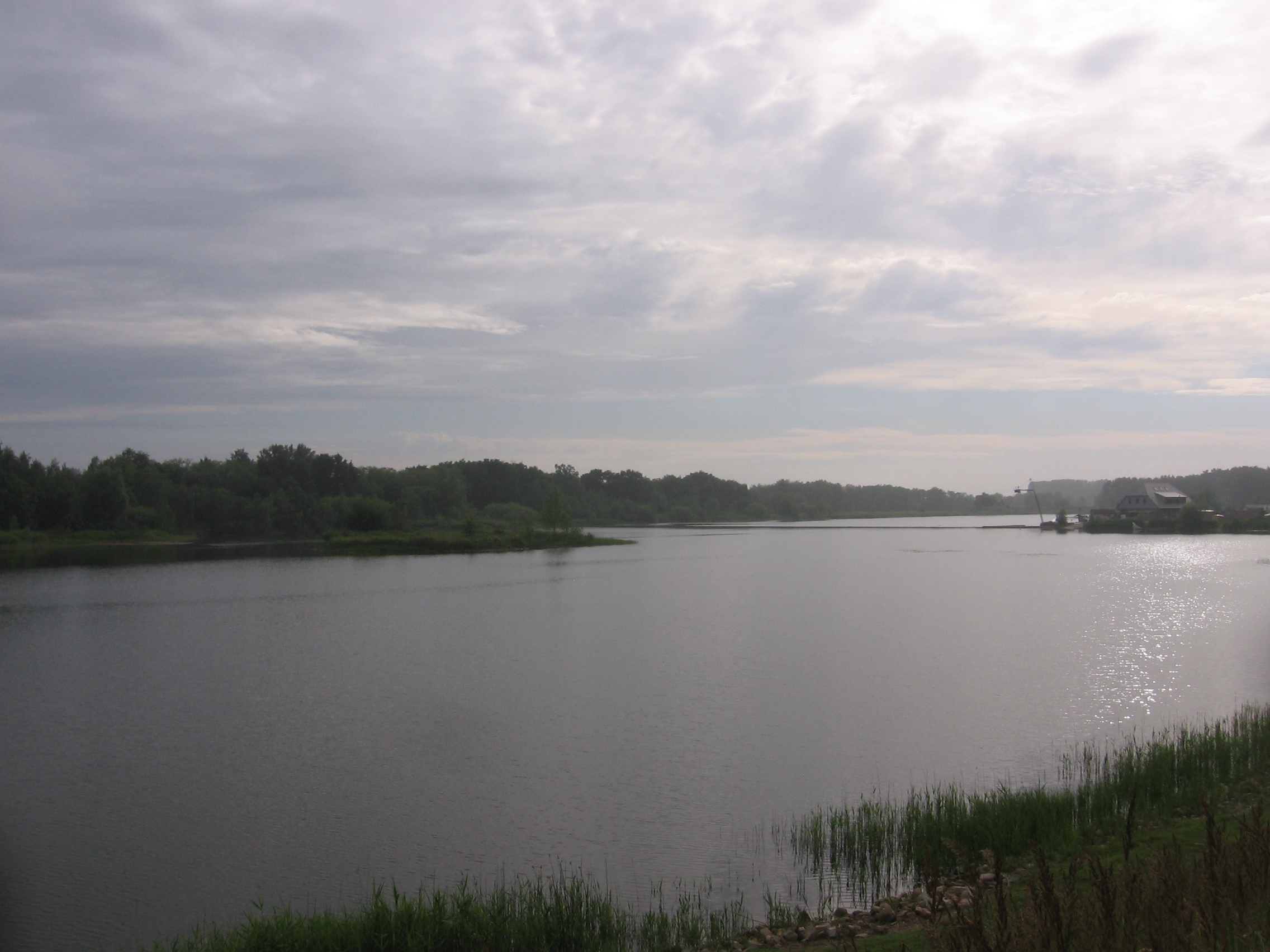

54°15′09″N 12°22′12″E / 54.2525°N 12.37°E
貝恩施泰因湖（德語：Bernsteinsee），是德國的湖泊，位於該國東北部，由梅克倫堡-前波美拉尼亞州負責管轄，處於前波美拉尼亞-呂根縣，長0.9公里、寬0.2公里，面積0.13平方公里，海拔高度5米。